# No Freedom
"No Freedom" é uma canção da cantora britânica Dido, gravada para o seu quarto álbum de estúdio Girl Who Got Away. Foi escrita e produzida pela própria intérprete com o auxílio de Rick Nowels na escrita e Rollo Armstrong na produção. O seu lançamento ocorreu a 18 de Janeiro de 2013 em formato digital na iTunes Store como segundo single do disco.

## Desempenho nas tabelas musicais

### Posições
| Tabela musical (2013)         | Melhor posição |
| ----------------------------- | -------------- |
| Bélgica - Ultratip (Flandres) | 43             |
| Bélgica - Ultratip (Valónia)  | 22             |

## Histórico de lançamento
| País      | Data                  | Formato          | Editora(s) discográfica(s) |
| --------- | --------------------- | ---------------- | -------------------------- |
| Austrália | 18 de Janeiro de 2013 | Descarga digital | Sony Music                 |
| Bélgica   | 18 de Janeiro de 2013 | Descarga digital | Sony Music                 |
| Brasil    | 18 de Janeiro de 2013 | Descarga digital | Sony Music                 |
| Portugal  | 18 de Janeiro de 2013 | Descarga digital | Sony Music                 |
| Suécia    | 18 de Janeiro de 2013 | Descarga digital | Sony Music                 |